# Paraphidippus laniipes
Espèce
Paraphidippus laniipes est une espèce d'araignées aranéomorphes de la famille des Salticidae.

## Distribution
Cette espèce est endémique du Jalisco au Mexique,.

## Description
Le mâle holotype mesure 12 mm.

## Publication originale
- F. O. Pickard-Cambridge, 1901 : Arachnida - Araneida and Opiliones. Biologia Centrali-Americana, Zoology. London, vol. 2, p. 193-312 (texte intégral).